# Juan de Pareja (peintre)
Pour les articles homonymes, voir Juan de Pareja.
Juan de Pareja né à Antequera vers 1610 et mort à Madrid en 1670 est un peintre baroque espagnol d'origine maure.
Esclave de Diego Vélasquez jusqu'en 1650, il se forma dans son atelier.

## Biographie
Juan de Pareja, connu comme l'« esclave de Velázquez », était originaire d'Antequera — qui appartenait alors au royaume de Séville —, où il naquit vers 1610, si on en croit le document par lequel Diégo Vélasquez lui rendit la liberté et où il déclarait être en possession d'un captif, « appelé en langue populaire schiavo ». Dans cette lettre, Vélasquez déclare libérer « Jean de Parecha, fils de feu un autre Jean de Parecha d'Antequera, diocèse de Malaga, qui a servi et travaillé pour moi [Vélasquez] bien et fidèlement. »
D'après Palomino, c'était un Maure « de génération métisse et de couleur étrange », qui aidait Vélasquez dans les tâches de l'atelier bien que « le maître (pour l'honneur de l'art), ne lui permit jamais de s'occuper de quoi que ce fût en matière ni de peinture, ni de dessin, sinon que de broyer les couleurs et monter quelque toile et autres choses de l'art et de la maison, et il devint si doué que, à l'insu de son maître et en se privant de sommeil, il réussit à faire en peinture des choses très dignes d'estime. »
La première information à propos d'un peintre nommé Juan de Pareja provient d'une lettre à Pedro Galindo, procureur de la ville de Séville, datée du 12 mai 1630, par laquelle Juan de Pareja sollicite un permis pour déménager à Madrid afin d'y poursuivre ses études avec un frère du nom de Jusepe. Ce premier document ne mentionnait pas Vélasquez et son authenticité n'a pas pu être corroborée, ayant été perdu après sa publication. Il contredit les informations postérieures sur le peintre, puisque celui-ci se dit libre, et qu'il se donne très tôt le titre de peintre : « Monsieur, moi Juan de Parexa, travaillant comme peintre, demande à V. E. le permis pour aller dans l'espace de quatre mois poursuivre mes études de peintre avec mon frère Jusepe à Madrid où je suis demandé par lui et étant libre de toutes obligations »
On ignore à quel moment il put entrer au service de Vélasquez, mais en 1642, sans autre titre que celui de résident à la cour, il signa en tant que témoin sur un pouvoir de Vélasquez à ses avocats. Il signa également comme témoin des pouvoirs de Vélasquez et de sa femme Juana Pacheco, en octobre et décembre 1647, pour la gestion de biens à Séville, et le fut encore en novembre 1653, signant à cette occasion le pouvoir pour être témoin de Francisca Vélasquez, fille du peintre.
En 1649, il accompagna Velásquez lors de son second voyage en Italie. Le peintre sévillan peignit là bas son célèbre portrait Juan de Pareja (New York, Metropolitan Museum of Art), exposé le 19 mars 1650 au portique du Panthéon à Rome lors de la fête en l'honneur du patron de la congrégation des Virtuoses du Panthéon, à laquelle appartenait Velázquez depuis un mois. Cette même année, le 23 novembre, toujours à Rome, Velázquez lui donna une lettre lui rendant la liberté qui devait prendre effet quatre années après à condition que durant ce temps il ne fuît pas et ne commît pas d'acte criminels.
Dès lors et jusqu'à sa mort à Madrid en 1670, il exerça la profession de peintre indépendant, manifestant dans sa peinture les connaissances acquises dans l'atelier de Velázquez, où il put vraisemblablement développer des compétences plus grandes que celles suggérées par Palomino. Il montra également une connaissance des œuvres des autres peintres, tant italiens qu'espagnols.

## Œuvre
Juan de Pareja imita dans ses portraits la manière de son maître. Antonio Palomino signale son habileté singulière de laquelle il dit : « Moi j'en ai vu quelques-uns excellents, comme celui de José de Ratés où l'on note immédiatement la manière de Velásquez, par chance, beaucoup le pensent de lui. » Dans ses compositions religieuses, cependant, il se montre « complètement étranger à la contention vélasquienne » et se rapproche des courants centraux du baroque et à la manière de  Francisco Ricci et Juan Carreño.
Un bon exemple de ces toiles est sa Vocation de Saint Mathieu (musée du Prado), la première de ses œuvres datées (1661) dans laquelle il inclut son autoportrait parmi les assistants de la scène, portant un papier avec sa signature ; ainsi qu'une toile de plus grande intensité, le Baptême du Christ (1667, musée de Huesca (es), dépôt du musée du Prado), qui se rapproche par la conception de la couleur des peintures du Tintoret.

Œuvres de Juan de Pareja
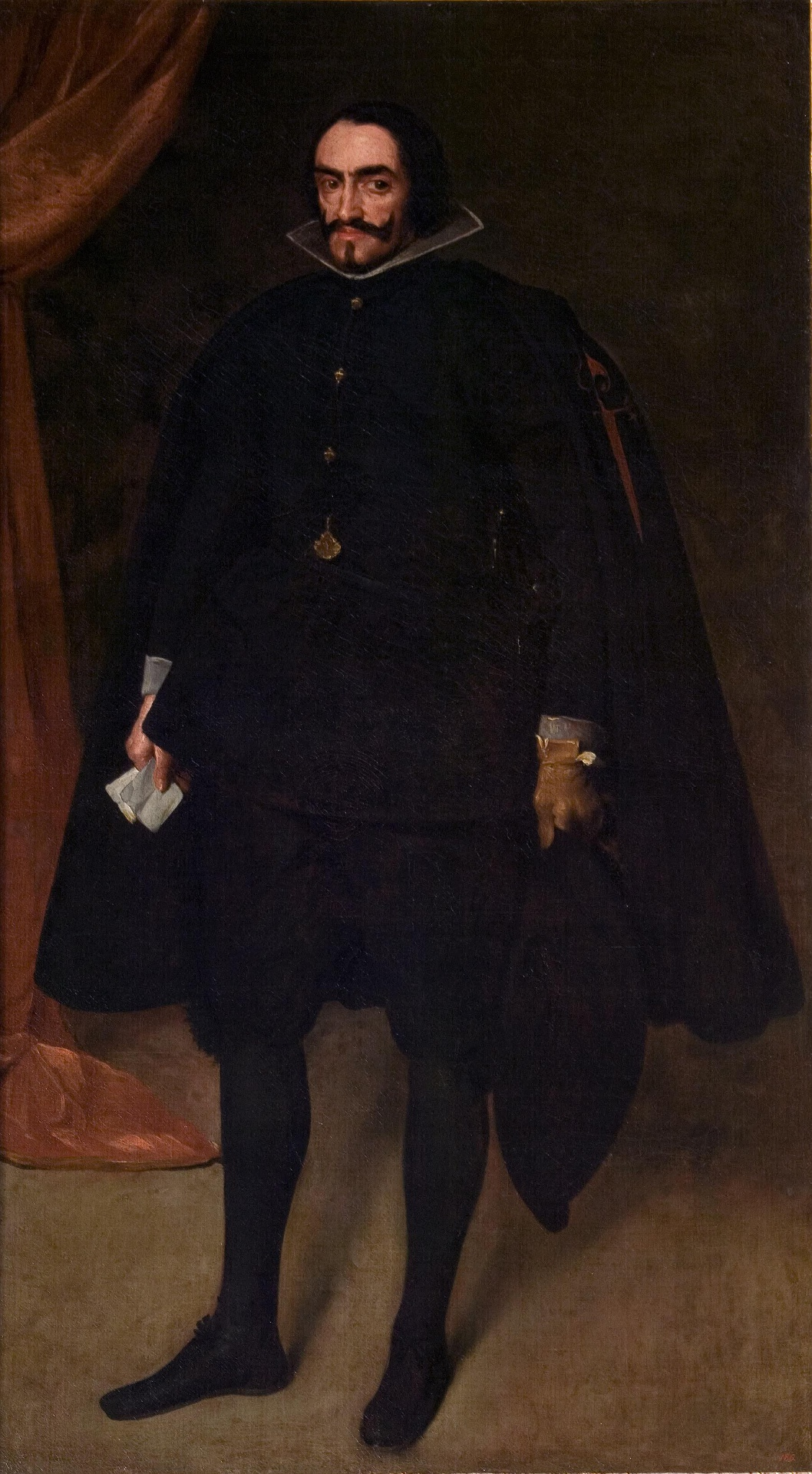
Portrait d'un chevalier de l'ordre de Santiago (entre 1631 et 1640), musée de l'Ermitage.
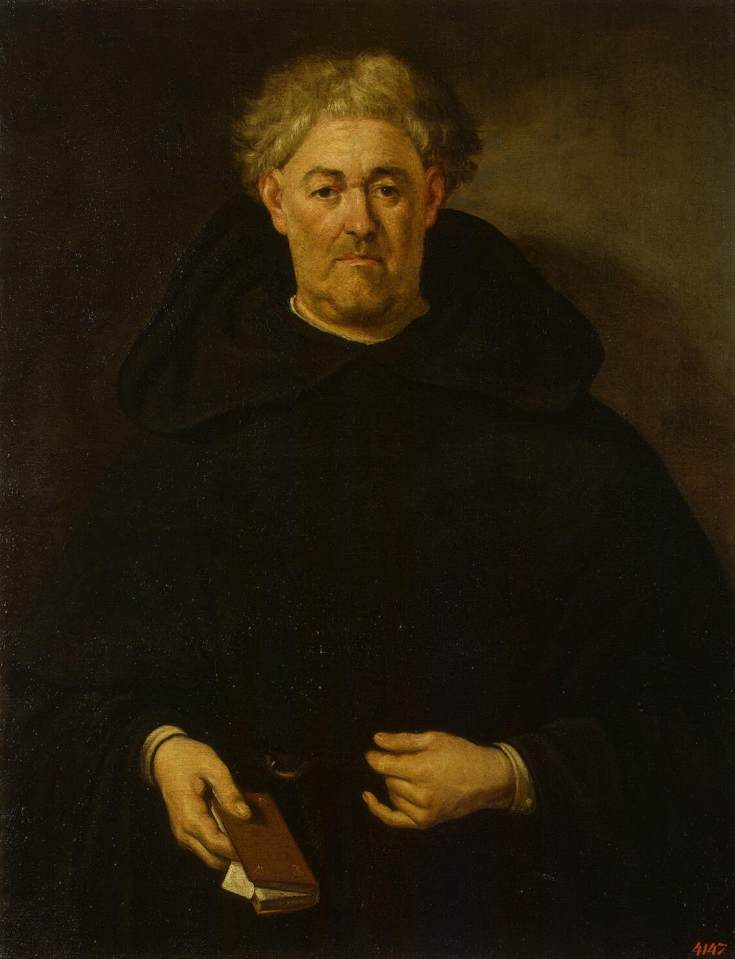
Portrait d'un moine (1651), Saint-Pétersbourg, musée de l'Ermitage.
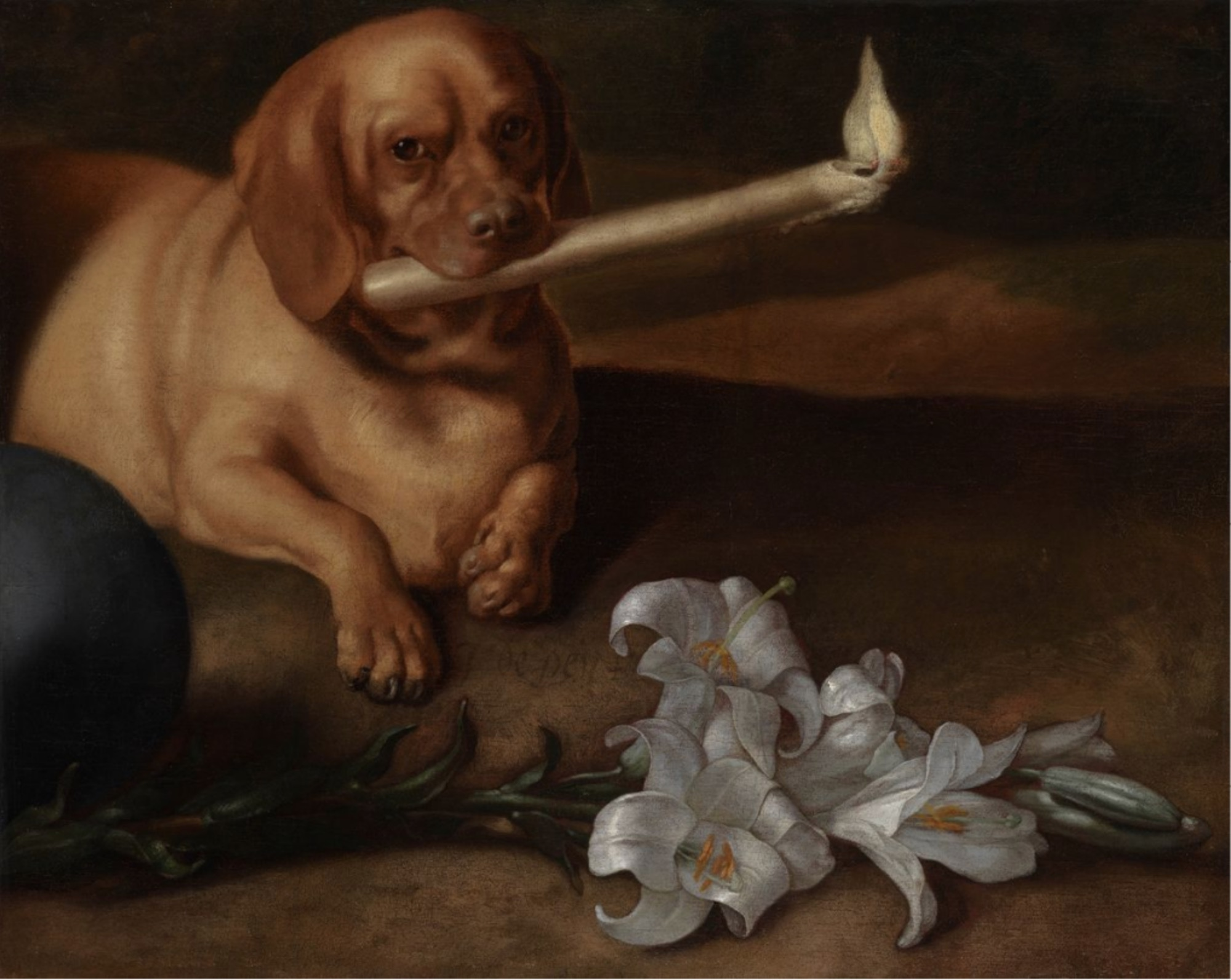
Chien avec une bougie et lys (vers 1660), musée d'Art d'Indianapolis.
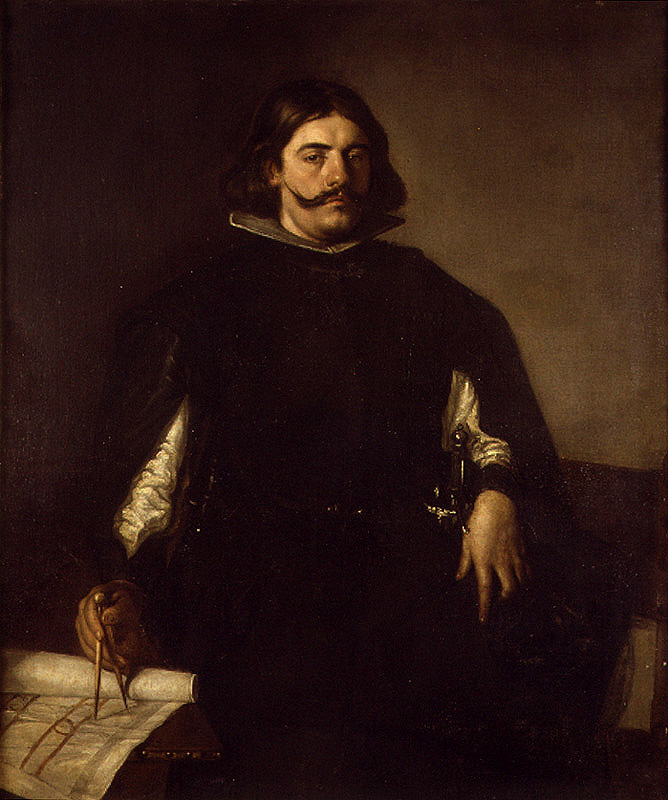
Portrait de l'architecte José Ratés Dalmau (vers 1660-1670), musée des Beaux-Arts de Valence.
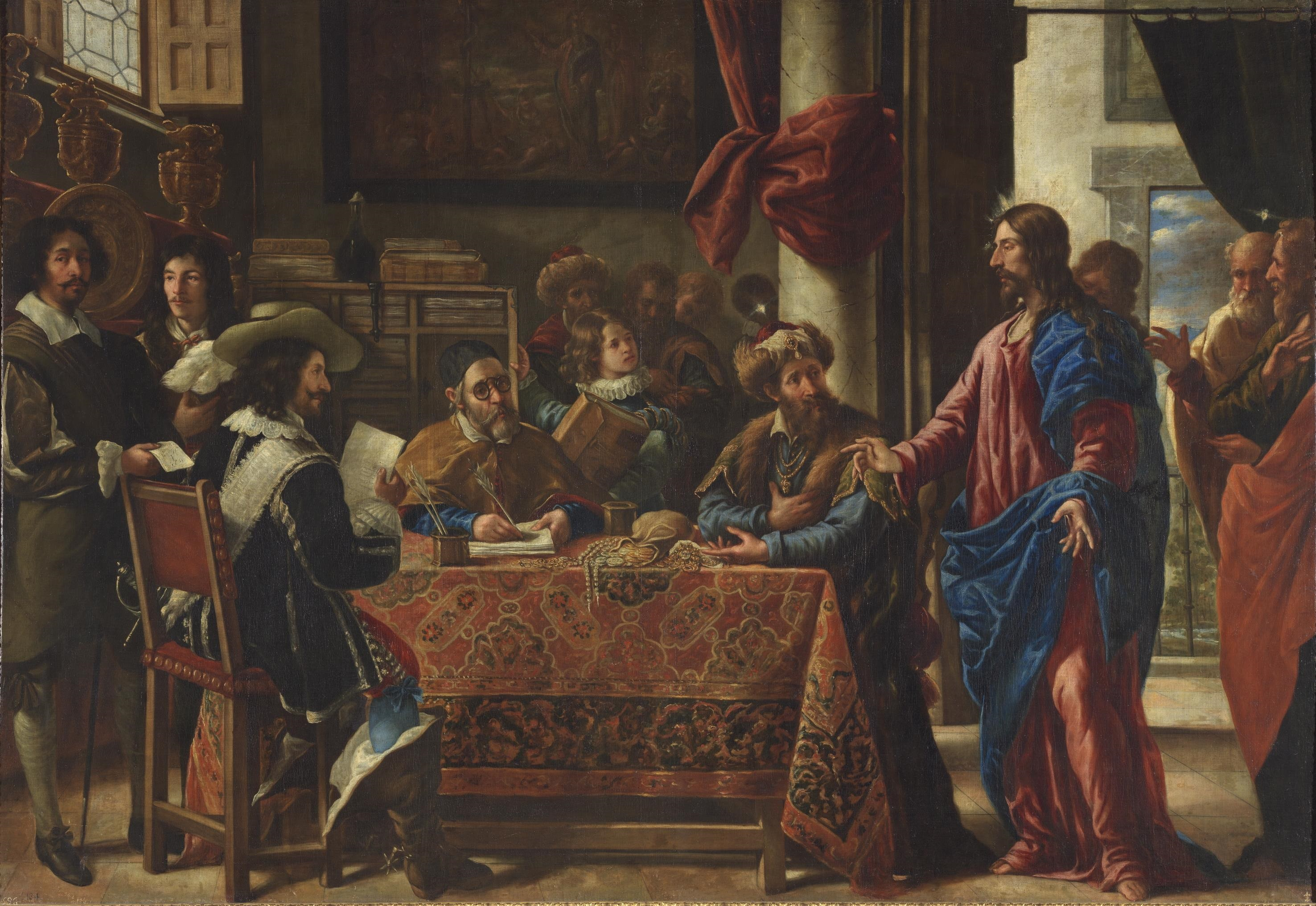
La Vocation de Saint Mathieu (1661), Madrid, musée du Prado. Le premier personnage à gauche, avec un papier à la main où figure la signature est un autoportrait du peintre.
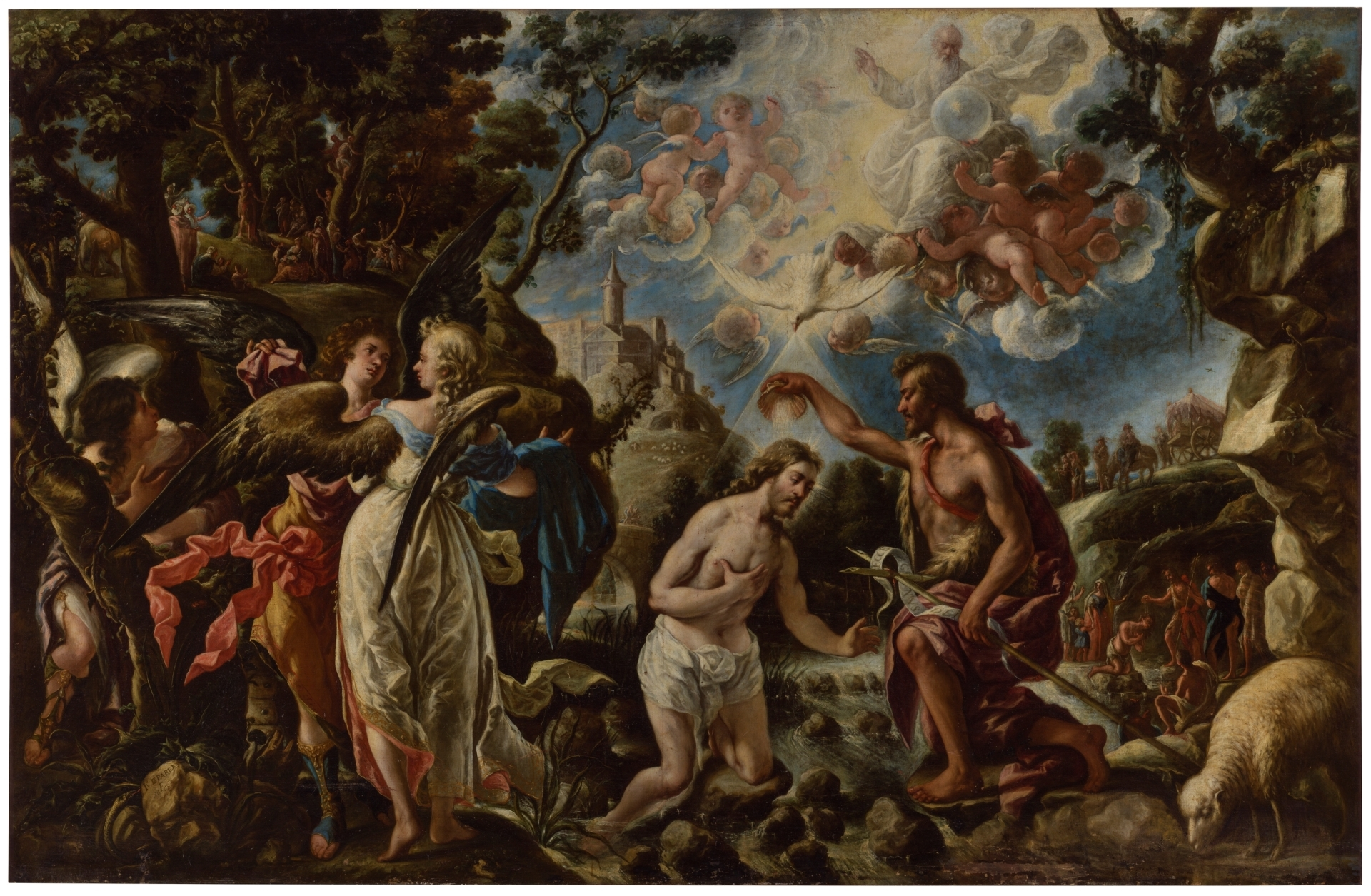
Le Baptême du Christ (1667), musée de Huesca (es).
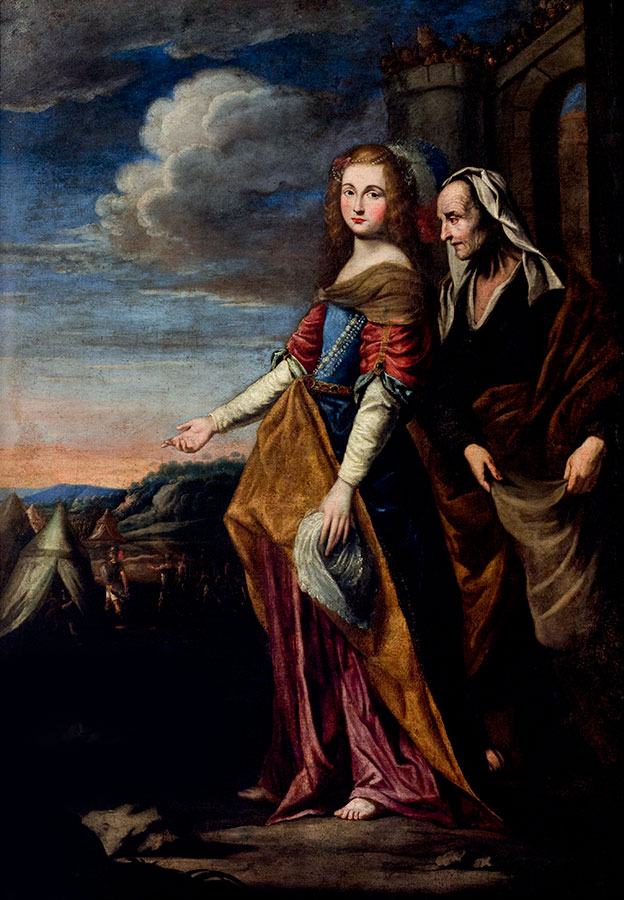
Judith, La Havane, musée national des Beaux-Arts.

## Personnage littéraire
La vie de Juan de Pareja a fait l'objet d'un nombre important d'adaptations littéraires.

### XIXesiècle
- Jacques Bornet, Jean Paréja, drame en un acte, en vers
- Henri Allard, Juan de Pareia, ou Rubens chez Vélasquez, scène historique
- Auguste de Roosmalen, Le Mulâtre ou L’Atelier de Vélasquez, comédie historique en trois actes

### XXesiècle
- Elizabeth Borton de Treviño, Je suis Juan de Pareja, Bell Books, 1965.  — Biographie romancée.